# Успенская церковь (Львов)
Анса́мбль Успе́нской це́ркви во Львове (укр. Успенська (Волоська) церква у Львові) — памятник ренессансной архитектуры (XVI—XVII века), расположенный на улице Подвальной, 9.

## История
Вокруг храма сплачивалась православная община города. В середине XVI века здесь возникло Львовское Успенское братство, при котором действовали типография и школа. В церкви находится изображение российского двуглавого орла как память о пожертвовании значительных средств на строительство церкви, сделанном русским царём Фёдором Иоанновичем в 1592 году.
В ансамбль входят несколько памятников. Интерьер Успенской церкви украшен живописью XVII—XVIII веков, здесь находится иконостас 1773 года, на окнах — витражи Петра Холодного (1920-е и 1930-е годы). Часовня Трёх Святителей соединена с Успенской церковью в середине XIX века. Колокольня сооружена на средства Константина Корнякта и носит его имя, высота её 65 м. Церковь находится в юрисдикции Православной церкви Украины.

## Стиль

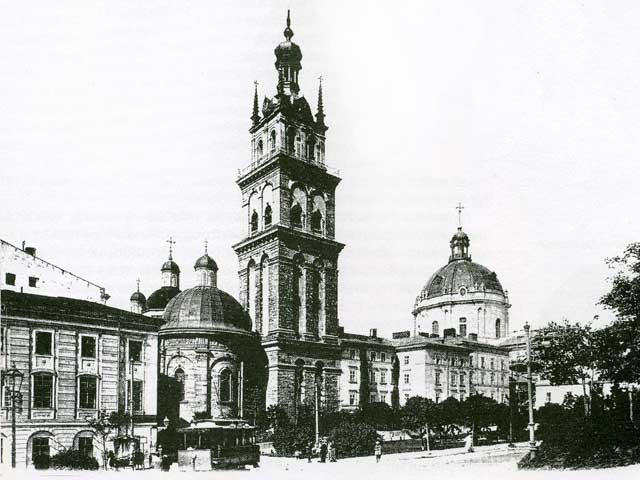
Успенская церковь, XIX ст.

Церковь построена в стиле итальянского ренессанса. Стены расчленены пилястрами с арками окон и плоской резьбой на метопах, резными косяками северных и южных дверей, а на парусах вверху вырезаны гербы жертвователей; резьбу выполнили львовские мастера Константин и Яков Кульчицкие.
Успенская церковь в плане представляет собой трёхнефную базилику, вытянутую вдоль Русской улицы, с полукруглой апсидой, выступающей в сторону Подвальной улицы. Храм венчают три купола с фонарями; центральный купол покоится на подпружных арках, поддерживаемых четырьмя тосканскими колоннами. В такой планировочно-объёмной структуре прослеживается слияние западной ренессансной и украинской строительных традиций. Первая проявилась в базиликальном плане и архитектурном декоре, вторая — в традиционных купольных завершениях. Снаружи стены согласно внутренней планировке расчленены тосканскими пилястрами на симметричные плоскости, в которых прорезаны оконные проёмы с архивольтами. Фасад завершён развитым антаблементом, компонентом которого является дорический фриз с метопами, триглифами и розетками. В полях метоп размещены рельефные, резные в камне композиции на библейские и евангельские темы.

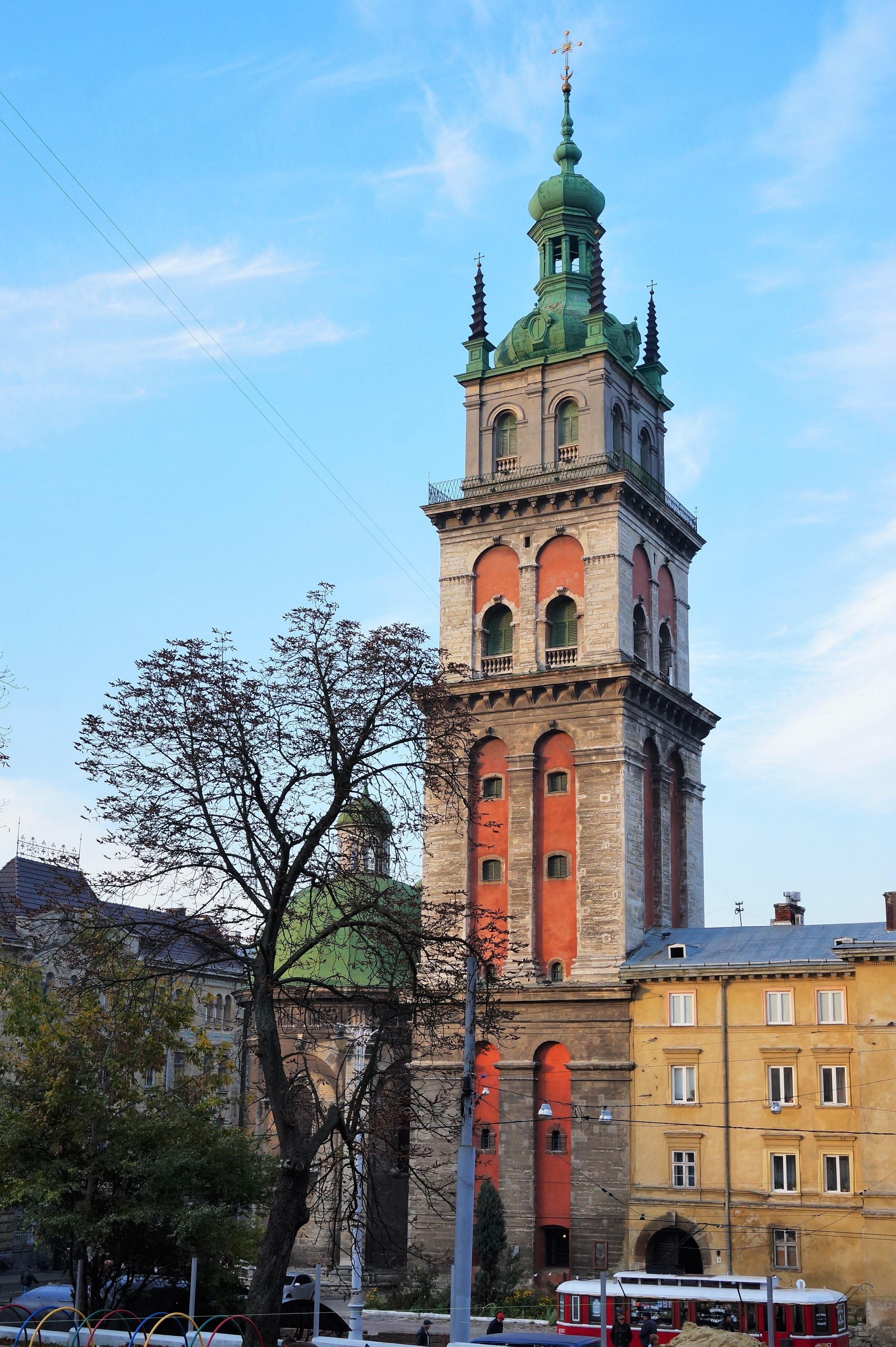
Башня Корнякта

В интерьере храма, состоящего из трех пространственных объёмов — бабинца, главного нефа и алтарной части, основную эстетическую роль играет материал — белый тёсаный камень при лаконичной архитектурной пластике колонн, арок, пилястр. Центральный купол, основой которого служит дорический фриз, украшен кессонами с розетками. В его парусах помещены резные в камне гербы жертвователей, которые давали средства на строительство храма. Основой двух других куполов — в бабинце и алтарной части, служит дорический фриз с метопами и триглифами. Стены, как и снаружи, расчленены пилястрами, а архитектурное решение интерьера обогащают два марша лестницы, ведущие на боковые галереи при северной и южной стенах. Свет в церковь попадает через высокие окна, украшенные витражами львовского художника первой трети XX века Петра Холодного.
В церкви сохранились памятники искусства XVII—XVIII веков. Самые ценные из них — иконы Страстного цикла, оставшиеся от первоначального Успенского иконостаса 1630—1638 годов, выполненного львовскими художниками Фёдором Сеньковичем (1630; сгорел) и Николаем Петрахновичем (1638, ныне в церкви села Большие Грибовичи около Львова), который в XIX веке был заменён иконостасом М. Яблонского. Из двадцати икон, смонтированных в диптих, три принадлежат кисти Сеньковича («Вход Господень в Иерусалим», «Сошествие во ад» и «Воскрешение Лазаря»), четырнадцать — Петрахновича, остальные происходят из второй половины XVIII века. Сам иконостас находится в селе Грибовичи около Львова, куда он продан в 1767 году. На стенах остались образцы станковой живописи XVII века.
Во второй половине XVIII века галицкая (украинская) шляхтичка Феодосия из рода Стрельбицких, супруга священника села Миклашева отца Алексея Стрельбицкого пожертвовала для Успенской церкви 6000 злотых. В память об этом её портрет был установлен в Успенской церкви. Ныне этот портрет находится в собрании Бориса Возницкого — во Львовской национальной галерее искусств в экспозиции Олесского замка.
В 1779 году церковь была повреждена пожаром. Её отстроили в 1796 году. При этом изменения претерпели крыша и центральный купол. В 1965—1973 годах были проведены ремонтно-реставрационные работы.
Позже была построена часовня Трёх Святителей (освящена в 1591 году). Она простой конструкции: прямоугольник с тремя куполами, завершёнными фонарями. Портал, украшенный рельефным орнаментом из виноградной лозы, принадлежит к архитектурным шедеврам Львова. Постройку часовни приписывают П. Красовскому.
На фасаде церкви можно увидеть изображение Юрия Змееборца, который убивает дракона.
|                           |                                                        |                                                   |                                                 |
| Интерьер Успенской церкви | Мемориальная плита в память о митрополите Петре Могиле | Мемориальная плита в память о патриархе Мстиславе | Феодосия Стрельбицкая, меценат Успенской церкви |